# Eurofest 2009
La sesta edizione di Eurofest è stata organizzata dall'emittente radiotelevisiva bielorussa BTRC per selezionare il rappresentante nazionale all'Eurovision Song Contest 2009 a Mosca.
Il vincitore è stato Pëtr Elfimaŭ con Eyes That Never Lie.

## Organizzazione
Dopo il debutto nel 2004, l'emittente bielorussa Belaruskaja Tele-Radio Campanija (BTRC) ha confermato la partecipazione all'Eurovision 2009 confermando successivamente l'organizzazione di una selezione nazionale per selezionare il suo rappresentante televisivo.
Il festival è stato articolato in una semifinale da 15 partecipanti e una finale, alla quale si sono qualificati 5 artisti per la finale selezionati da una giuria di qualità. Mentre nella finale a determinare il vincitore è stato esclusivamente il televoto.

## Partecipanti
BTRC ha aperto la possibilità di inviare proposte per la competizione dal 5 ottobre al 20 novembre 2008. Le 126 proposte ricevute hanno preso parte alle audizioni dal vivo che si sono svolte dal 3 al 5 dicembre 2008 presso il Youth Variety Theater di Minsk; una giuria ha quindi selezionato i 15 finalisti per la semifinale televisiva del 15 dicembre 2008.
| Artista                       | Titolo                  | Lingua     | Compositori                                      |
| ----------------------------- | ----------------------- | ---------- | ------------------------------------------------ |
| Aleks Patlis Band             | Kto skazal?             | Russo      | Aleks Patlis                                     |
| Aliaksej Krėčėt               | Joy and Freedom         | Inglese    | Aliaksej Krėčėt, Vadzim Ruzaŭ                    |
| Cola feat. Lidzija Zablockaja | Gudok                   | Russo      | Valeryj Šaŭčėnka, Uladzmir Hrydzin               |
| Dakota                        | Cjabe zabyvaju          | Bielorusso | Dakota, Hleb Labadzenka                          |
| Daminika                      | This Is My Day          | Inglese    | Sjarhej Suchamlin, Andrėj Kascjuhoŭ              |
| Dzjadzja Vanja                | Naša Belarussija        | Russo      | Ivan Vabiščėvič                                  |
| Hanna Blahava & Jurij Vaščuk  | Behind                  | Inglese    | Jurij Vaščuk, Hanna Žylina                       |
| Gunesh                        | Fantastic Girl          | Inglese    | Gunesh Abasava, Maryna Chajtbaeva                |
| Litesound feat. Dakota        | Carry On                | Inglese    | Dmitrij Karjakin, Uladzmir Karjakin              |
| Pëtr Elfimaŭ                  | Eyes That Never Lie     | Inglese    | Pëtr Elfimaŭ, Valeryj Prachožy                   |
| SingeRin                      | Don't Think About It    | Inglese    | Ekaterina Dydzič                                 |
| The Champions                 | Shake It, Europe        | Inglese    | Olisa Ėmeka Arakposim, Vjačaslaŭ Lyščyk          |
| Venera                        | Big Game                | Inglese    | Aljaksandr Nabeev                                |
| Veter v Golove                | Or or And               | Inglese    | Aljaksandra Zacharik, Hleb Haluška               |
| Veter v Golove                | Špacyruem               | Bielorusso | Aljaksandra Zacharik, Andrėj Žukaŭ, Vicja Bardak |
| Viktoryja Bjalova             | Don't Give Up From Love | Inglese    | Viktoryja Bjalova, Andrėj Klimka                 |

## Semifinale
La semifinale si è tenuta il 15 dicembre 2008 presso gli BTRC Studios di Minsk, condotta da Dzjanis Kur'jan. Durante la semifinale una giuria di qualità ha selezionato i cinque finalisti.
| #  | Artista                       | Titolo                  |
| -- | ----------------------------- | ----------------------- |
| 1  | Aliaksej Krėčėt               | Joy and Freedom         |
| 2  | Pëtr Elfimaŭ                  | Eyes That Never Lie     |
| 3  | Cola feat. Lidzija Zablockaja | Gudok                   |
| 4  | SingeRin                      | Don't Think About It    |
| 5  | Dakota                        | Cjabe zabyvaju          |
| 6  | The Champions                 | Shake It, Europe        |
| 7  | Aleks Patlis Band             | Kto skazal?             |
| 8  | Litesound feat. Dakota        | Carry On                |
| 9  | Daminika                      | This Is My Day          |
| 10 | Dzjadzja Vanja                | Naša Belarussija        |
| 11 | Veter v Golove                | Or or And               |
| 12 | Hanna Blahava & Jurij Vaščuk  | Behind                  |
| 13 | Gunesh                        | Fantastic Girl          |
| 14 | Viktoryja Bjalova             | Don't Give Up From Love |
| 15 | Venera                        | Big Game                |

## Finale
La finale si è tenuta il 19 gennaio 2009 presso il Palazzo dello Sport di Minsk, condotta da Anastasija Cichanovič e Dzmitryj Kaldun.
Prima della finale, ad ogni artista è stata offerta l'opportunità di cambiare il proprio brano in gara. Veter v Golove sono stati gli unici artisti ad aver cambiato il brano della semifinale, esibendosi con Špacyruem invece di Or or And.
Il televoto ha dichiarato Pëtr Elfimaŭ vincitore della selezione.
| # | Artista                | Titolo              | Punteggio | Posizione |
| - | ---------------------- | ------------------- | --------- | --------- |
| 1 | Gunesh                 | Fantastic Girl      | 7.949     | 2         |
| 2 | Pëtr Elfimaŭ           | Eyes That Never Lie | 11.475    | 1         |
| 3 | Litesound feat. Dakota | Carry On            | 4.835     | 3         |
| 4 | Daminika               | This Is My Day      | 1.225     | 5         |
| 5 | Veter v Golove         | Špacyruem           | 2.804     | 4         |

## All'Eurovision Song Contest

### Verso l'evento
Dopo l'introduzione della semifinale televisiva nel 2004, a partire dall'edizione 2008 viene introdotta una seconda semifinale per accogliere un ulteriore afflusso di nazioni che vogliono competere al concorso. Poiché non fa né parte dei Big Four, né si tratta dello Stato organizzatore (Russia), la Bielorussia ha dovuto competere in una delle semifinali del concorso.
Il 30 gennaio 2009 si è tenuto il sorteggio che ha determinato la composizione delle due semifinali, dove è stato determinato che la Bielorussia si sarebbe esibita nella seconda metà della prima semifinale.
Con la decisione dell'ordine di esibizione delle semifinali, la nazione è stata posta al 4º posto, dopo del belga Copycat e prima della svedese Malena Ernman.

### Performance
Le prove generali si sono tenute il 7 maggio, seguite dalle prove costume del 9 maggio, includendo l'esibizione per le giurie dell'11 maggio, dove le varie giurie nazionali hanno visto e votato i partecipanti della semifinale.
La Bielorussia si è esibita 4ª nella prima semifinale, classificandosi 13ª con 25 punti, non riuscendo a qualificarsi per la serata finale.

### Commentatori
L'evento è stato trasmesso, sui canali televisivi Belarus-1, con il commento di Dzjanis Kur'jan.
La portavoce dei voti della giuria in finale è stata Ekaterina Litvinava.

### Voto

#### Punti assegnati alla Bielorussia
| 12 | 10                              | 8 | 7            | 6                                                       |
| -- | ------------------------------- | - | ------------ | ------------------------------------------------------- |
|    |                                 |   |              | - Macedonia                                             |
| 5  | 4                               | 3 | 2            | 1                                                       |
|    | - Armenia - Finlandia - Israele |   | - Montenegro | - Bulgaria - Islanda - Malta - Repubblica Ceca - Svezia |

#### Punti assegnati dalla Bielorussia
| Punti | Stato                |
| ----- | -------------------- |
| 12    | Islanda              |
| 10    | Armenia              |
| 8     | Malta                |
| 7     | Svezia               |
| 6     | Turchia              |
| 5     | Bosnia ed Erzegovina |
| 4     | Israele              |
| 3     | Montenegro           |
| 2     | Svizzera             |
| 1     | Romania              |

| Punti | Stato       |
| ----- | ----------- |
| 12    | Norvegia    |
| 10    | Azerbaigian |
| 8     | Russia      |
| 7     | Francia     |
| 6     | Ucraina     |
| 5     | Grecia      |
| 4     | Estonia     |
| 3     | Regno Unito |
| 2     | Islanda     |
| 1     | Armenia     |